# (6685) Boitsov
(6685) Boitsov (1978 QG2) – planetoida z grupy pasa głównego asteroid okrążająca Słońce w ciągu 3,34 lat w średniej odległości 2,23 j.a. Odkryta 31 sierpnia 1978 roku.